# Räddningsstation Bua
Räddningsstation Bua är en av Sjöräddningssällskapets räddningsstationer.
Räddningsstation Bua ligger i fiskehamnen i Bua. Den inrättades 1909 som Lifbåtsmanskapet vid Båtfjorden och har 16 frivilliga. Den är den äldsta stationen inom Sjöräddningssällskapets organisation som fortfarande är i drift.
Den första räddningsbåten, John Bernström, var en 9,4 meter lång roddlivräddningsbåt med tio roddare, byggd vid Ängholmens båtvarv i Långedrag och i tjänst till 1933. Då ersattes hon av motorlivbåten Max Sievert, som var byggd redan 1918 och tidigare varit vid Kråkelunds livbåtsstation vid den tidigare lotsstationen i Kråkelund.

## Räddningsfarkoster
- 16-01 Rescue Odd Fellow, en 16 meter lång, snabbgående räddningskryssare av Odd Fellowklass, byggd 1995, och på Räddningsstation Bua sedan dess
- 8-36 Rescue Klasa-Bertil Lindberg, en 8,4 meter lång, öppen räddningsbåt av Gunnel Larssonklass, byggd 2015
- Rescue Tolly Sörvik, en öppen Ivanoff Hovercraft svävare, byggd 2020
- Miljöräddningssläp Bua, byggd av Marine Alutech

## Tidigare räddingsfarkoster i urval
- Gunnar Karlsson 1947-1987
- Rolf Nilsson 1987-1995
- Livräddningskryssaren Hjalmar A:son Tesch 1988-1992
- 8-07 Rescue Thorsten Brunius 2001-2014 samt 3-05 Rescuerunner Ola Hidefält 2004-2014
- 8-05 Rescue Ivan Holmberg, en 8,4 meter lång, öppen räddningsbåt av Gunnel Larssonklass, byggd 1997, flyttad till Räddningsstation Vadstena-Motala